# Акка Ларентия
А́кка Ларе́нтия (Ларе́нция; лат. Acca Larentia) — в римской мифологии первая жрица богини Теллус, жена пастуха Фаустула, кормилица Ромула и Рема, мать двенадцати сыновей (соответствует числу двенадцати ларов страны), из которых Ромул составил жреческую коллегию Арвальских братьев, ежегодно совершавших сопровождающийся жертвоприношениями и трёхдневным праздником ритуальный очистительный обход территории Рима.
По другой версии, Акка Ларентия — гетера, которую сторож храма Геркулеса привёл для бога в храм, проиграв ему партию в кости. Проведя с ней ночь, Геркулес наградил Акку Ларентию браком с богатейшим человеком ― Тарутием, оставившим ей своё состояние, которое она завещала римлянам. В благодарности за это, Анкус позволил Ларентии быть похороненной в Велабрах, также учредил ежегодный фестиваль — Ларенталии. На этом фестивале приносились жертвы к ларам. Акка Ларентия причислялась к ларам. Иногда её отождествляют с богиней плодородия Деа Диа.